# Vincenzo Maddaloni
Vincenzo Maddaloni (Venezia, 28 settembre 1940) è un giornalista e saggista italiano.

## Biografia
Ha fondato e presiede il Centro Studi Berlin89, l'associazione nata nel 2018, che si propone di ripercorrere analizzandoli i grandi fatti del mondo prima e dopo la caduta del Muro di Berlino.
Professionista dal 1961 (per più di un decennio il più giovane giornalista professionista italiano). Come inviato speciale negli anni settanta ha raccontato tra l'altro: la morte di Salvador Allende e il golpe del generale Augusto Pinochet dell'11 settembre 1973; il ritorno di Juan Domingo Perón a Buenos Aires; la caduta dello Scià e l'arrivo dell'ayatollah Khomeini a Teheran.
Negli anni ottanta è stato corrispondente a Varsavia negli anni di Lech Wałęsa (leader di Solidarność) e di Wojciech Jaruzelski ed a Mosca durante l'èra di Michail Gorbačëv. Come inviato speciale è stato testimone in molti luoghi che hanno alimentato le cronache del XX secolo: Pechino, Kabul, Teheran, Santiago del Cile, il Cairo e Berlino. Ha raccontato il conflitto delle isole Falkland, tutte le guerre nella Repubblica Democratica del Congo; la ritirata delle truppe sovietiche dall'Afghanistan; la Protesta di piazza Tienanmen; la dissoluzione dell'Unione Sovietica; la caduta di Saddam Hussein. La sua testimonianza diretta gli ha consentito di approfondire gli studi e le conoscenze dell'Islam, delle Chiese orientali, del comunismo e del post-comunismo, con particolare attenzione al confronto con l'Occidente.
È stato capo della redazione romana di Famiglia Cristiana. Ha diretto il settimanale Il Borghese.   Sotto la sua direzione il settimanale fondato da Leo Longanesi abbandonò le storiche posizioni di destra.   La nuova linea politica, che non si riconosceva nella storia recente del giornale, era ispirata a quel neocentrismo, insofferente del "nuovo che sa tanto di vecchio", che ebbe in Indro Montanelli e nella sua Voce l'esponente più autorevole.
Fu lo stesso Montanelli ad aprire il primo numero della nuova serie. Nel suo pezzo ricordava come nacque, intorno a un tavolo di un'osteria milanese, il primo Borghese: quello che visse tra il 1950 e il 1957 (anno della morte di Longanesi). Con Montanelli apparvero un nutrito stuolo di firme care al giornalismo riformista, come quelle di Sergio Romano, Giuseppe De Rita, Fausto Bertinotti, Francesco Cossiga, Massimo L. Salvadori, Massimo Cacciari, Franco Cardini, Vittore Branca. Il Borghese diretto da Vincenzo Maddaloni si differenziò anche nella veste grafica: carta "uso mano", poche le fotografie, molti i disegni - anche inediti - di Longanesi. Il direttore, Vincenzo Maddaloni,  promise che il "suo" Borghese sarebbe stato sferzante come "lo fu il giornale di Longanesi". Nell'editoriale del primo numero, intitolato "Da dove ricominciamo", scrisse che "il Borghese che rinasce vuole anche essere l'approdo per le navicelle dell'intelligenza". "Un viaggio per tutti impervio" concludeva Maddaloni "ma è necessario compierlo al fine di intravedere un orizzonte. Con un'unica regola valida per tutti: le opinioni sono sacre e tutte le restrizioni alla libertà sono un delitto".  Nonostante le vendite,(una media di 40 000 copie a settimana) prevalse come scrisse la Repubblica, la determinazione politica di farlo ritornare ad essere la voce della destra. Il 19 agosto 1994 Maddaloni venne rimosso dalla direzione del settimanale.
È stato tra i membri fondatori del World Political Forum che aveva sede a Torino ed è presieduto da Michail Gorbačëv.
È il direttore responsabile di The Berlin89, rivista del Centro Studi Berlin89. Collabora con le testate giornalistiche online: Vision & Global Trends  e Altrenotizie.

## Opere
È autore di diverse pubblicazioni tra cui: 
- Memorie del vescovo Lukà, la religiosità nell'Urss,
- La rivoluzione di Allende,
- Noi (operai italiani) e Solidarnosc (premio Federico Motta Editore),
- La Polonia, i polacchi (premio Catullo),
- L'atomica degli ayatollah. Il ruolo strategico dell'Iran, la crisi con gli USA, tutti i rischi di una nuova guerra preventiva (con lo scrittore iraniano Amir Modini).
- Voglia di Rivoluzione, Storia e storie di un desiderio inappagato, Nexus edizioni, 2024.